# Derval O'Rourkeová
Derval O'Rourkeová (* 28. května 1981, Cork) je irská atletka, překážkářka, jejíž specializací je běh na 60 a 100 metrů překážek. V roce 2006 se stala v Moskvě halovou mistryní světa.

## Kariéra
V roce 2005 získala na světové letní univerziádě v tureckém İzmiru dvě bronzové medaile (100 m přek., štafeta 4×100 m). O rok později na evropském šampionátu ve švédském Göteborgu získala stříbrnou medaili v novém národním rekordu společně s Němkou Kirsten Bolmovou, která proběhla cílem rovněž v čase 12,72 s. Mistryní Evropy se stala Švédka Susanna Kallurová, která byla o 13 setin rychlejší.
Třikrát reprezentovala na letních olympijských hrách. V Athénách 2004 i v Pekingu 2008 skončila její cesta v úvodních rozbězích. Na olympiádě v Londýně postoupila do semifinále, kde obsadila časem 12,91 s celkové 15. místo. V roce 2009 vybojovala na halovém ME v Turíně bronzovou medaili. Ve finále zaběhla šedesátimetrovou trať s pěti překážkami v čase 7,97 s. O dvě setiny byla rychlejší česká překážkářka Lucie Škrobáková a o pět setin Eline Beringsová z Belgie.
Na Mistrovství světa v atletice 2009 v Berlíně zaběhla ve finále trať v novém národním rekordu 12,67 s. Medaili však nezískala, když skončila čtvrtá. Jako jediná z Evropanek se dostala do finále. V roce 2010 vybojovala na mistrovství Evropy v Barceloně stříbrnou medaili, když si ve finále o dvě setiny vylepšila hodnotu osobního a irského rekordu na 12,65 s. Mistryní Evropy se stala Nevin Yanitová z Turecka a bronz vybojovala Němka Carolin Nytraová (12,68 s). Těsně pod stupni vítězů, na 4. místě skončila na halovém ME 2011 v Paříži.